# Jean Isidore Harispe
Jean Isidore Harispe (Saint-Étienne-de-Baïgorry, 7 dicembre 1768 – Lacarre, 26 maggio 1855) è stato un generale francese, maresciallo di Francia dal 1851.

## Biografia
Il padre era un ricco proprietario basco, che fece crescere i figli presso un curato; il giovane Harispe intraprese la carriera militare e servì in qualità di volontario nel 1792; fu nominato nel 1793 comandante di una compagnia organizzata a Saint-Jean-Pied-de-Port e reclutata dai baschi, si distinse sulla frontiera spagnola nella campagna del 1795. Dopo la pace con la Spagna (Pace di Basilea) Harispe coi suoi baschi fu inviato di guarnigione a Bordeaux. Combatté contro gli insorti della Alta Garonna e nel 1798 prese parte alla campagna dei Grigioni.
Impiegato nell'Armata d'Italia agli ordini di Moncey e quindi di Guillaume Marie-Anne Brune, il 18 maggio 1802 ricevette il comando degli chasseurs basques, divenuta il 16º Reggimento di fanteria leggera di guarnigione ad Angoulême. Passò quindi all'Armata della costa atlantica sotto Augereau e partecipò alle campagne del 1805-1806 nella divisione Desjardin.
Ferito ad una gamba a Jena il 14 ottobre 1806, Harispe fu nominato generale di brigata il 29 gennaio 1807.
Assegnato al corpo d'armata di Soult comandò quindi una brigata della divisione Verdier nel Corpo d'armata della Riserva. Si mise in luce a Gludstadt, Heilsberg e a Friedland dove fu ferito da una scarica di mitraglia, sotto gli occhi del maresciallo Lannes.
Il 16 dicembre 1807 fu nominato capo di Stato Maggiore del Corpo d'armata di osservazione della costa atlantica, agli ordini del maresciallo Moncey, che seguì anche in Spagna l'anno successivo.
Il 23 novembre tornò a combattere agli ordini di Lannes, alla battaglia di Tudela. Assistette all'assedio di Saragozza e quando Lannes ritornò in Francia, Harispe divenne capo di Stato Maggiore di Suchet.
Conquistò la propria migliore reputazione militare alla battaglia di Maria, il 15 giugno 1809: con 10 000 uomini sconfisse 30 000 spagnoli. Pagò con una nuova ferita e fu nominato generale di divisione. Si distinse ancora all'assedio di Lérida dove ricevette la nomina a grand'ufficiale della Legion d'Onore, il 30 giugno 1811.
Si distinse poi sotto le mura di Tarragona, contribuì nel 1811 alla conquista del reame di Valencia, si coprì di gloria alla testa della sua divisione alla battaglia di Sagonte e in altri combattimenti; fu creato conte dell'Impero il 3 gennaio 1813.
Harispe servì nell'Armata d'Aragona fino al 1814 quando fu inviato a Barcellona all'armata di Soult. Nel 1814 era sotto gli ordini di Soult, e quando l'armata iniziò la sua ritirata difese il terreno palmo a palmo. Durante la ritirata di Bidassoa, Harispe, con la sua divisione fiaccata da numerose perdite, resistette all'armata inglese, e la respinse a Saint-Jean-Pied-de-Port. Nel suo villaggio natale di Baïgorry non esitò a distruggere la propria stessa casa, il castello d'Echaux, per scacciarne gli spagnoli che l'avevano occupata.
Protesse quindi la ritirata dell'armata francese a Orthez il 27 febbraio, dove respinse una divisione portoghese, e Tarbes il 20 marzo. Il 10 aprile, a Tolosa, dove Soult gli aveva ordinato di difendere le alture di Calvinet, mentre le posizioni difensive erano a malapena terminate, si batté coi suoi soldati sino all'ultimo ed ebbe un piede fracassato da un proiettile. Dovette subire l'amputazione e rimase ferito e prigioniero a Tolosa. Ricevette durante la prigionia testimonianze della massima considerazione da parte di molti capi nemici, tra cui Wellington, il quale lo visitò personalmente e lo fece curare dal proprio medico personale.
Durante la Restaurazione, il generale Harispe fu fatto cavaliere di San Luigi e nominato capo della 15ª Divisione. Nel marzo 1815, durante i Cento Giorni, prese il comando della 1ª Divisione dell'Armata dei Bassi Pirenei, incaricato dall'Imperatore di sorvegliare, fra Bayonne e Saint-Jean-Pied-de-Port, la frontiera minacciata dagli spagnoli.
Dopo la seconda abdicazione di Napoleone, quando gli spagnoli si predisponevano ad entrare in territorio francese, Harispe si mise alla testa della guardia nazionale e dei suoi chasseurs ed arrestò l'avanzata spagnola.
Dopo il congedo si ritirò nella sua residenza nei pressi di Saint-Jean-Pied-de-Port sino alla Rivoluzione di luglio, in seguito alla quale fu eletto deputato e nominato pari di Francia.
La monarchia di Luglio gli permise di riprendere il servizio attivo e riallacciare i rapporti col maresciallo Soult. Comandante degli Alti e Bassi Pirenei (1830-1833), della divisione dei Pirenei occidentali (1833-1840) quindi della 20ª Divisione (1840-1850), impedì sino alla prima guerra carlista, il passaggio dei legittimisti dalla Francia alla Spagna, ed aiutò discretamente il governo di Madrid contro Don Carlos.
Deputato dei Bassi Pirenei dal 1831 dal 1835, grand-croix della Legion d'Onore nel 1833, Jean Isidore Harispe fu nominato pari di Francia (1835) ed elevato alla dignità di maresciallo di Francia da Napoleone III (11 dicembre 1851). Entrò di diritto al senato del Secondo Impero nel gennaio 1852.
Il suo nome è inserito sull'Arco di Trionfo a Parigi, lato ovest.

## Araldica
|  |

|  |